# Laimaphelenchus penardi
Laimaphelenchus penardi är en rundmaskart. Laimaphelenchus penardi ingår i släktet Laimaphelenchus och familjen Aphelenchidae. Inga underarter finns listade i Catalogue of Life.